# Ettrick (Virgínia)
Ettrick és una concentració de població designada pel cens dels Estats Units a l'estat de Virgínia. Segons el cens del 2009 tenia 7.225 habitants.

## Demografia
Segons el cens del 2000, Ettrick tenia 5.627 habitants, 1.517 habitatges, i 989 famílies. La densitat de població era de 726,6 habitants per km².
Dels 1.517 habitatges en un 32,3% hi vivien nens de menys de 18 anys, en un 38,4% hi vivien parelles casades, en un 20,9% dones solteres, i en un 34,8% no eren unitats familiars. En el 26% dels habitatges hi vivien persones soles el 8,8% de les quals corresponia a persones de 65 anys o més que vivien soles. El nombre mitjà de persones vivint en cada habitatge era de 2,51 i el nombre mitjà de persones que vivien en cada família era de 3,03.
Per edats la població es repartia de la següent manera: un 17,6% tenia menys de 18 anys, un 40,1% entre 18 i 24, un 20,6% entre 25 i 44, un 13% de 45 a 60 i un 8,7% 65 anys o més.
L'edat mediana era de 22 anys. Per cada 100 dones de 18 o més anys hi havia 74,2 homes.
La renda mediana per habitatge era de 38.470$ i la renda mediana per família de 43.357$. Els homes tenien una renda mediana de 33.241$ mentre que les dones 28.134$. La renda per capita de la població era de 13.251$. Entorn del 6,7% de les famílies i l'11,2% de la població estaven per davall del llindar de pobresa.

## Poblacions més properes
El següent diagrama mostra les poblacions més properes.